# Добри хора
„Добри хора“ (на испански: Gente bien) е мексиканска теленовела от 1997 г., създадена от Луси Ороско и Антонио Серано, режисирана от Франсиско Франко и Алфредо Гурола и продуцирана от Луси Ороско за Телевиса.
В главните роли са Патрисия Мантерола и Марио Симаро, в поддържащата роля е Елена Рохо, а в отрицателните - Сесар Евора, Хулиан Пастор, Ана Мартин и Патрисия Бернал.

## Сюжет
Мария е трудолюбива и честна млада жена, която работи във фармацевтична компания, наречена „Лаборатории Балмори“. За съжаление, тя е принудена да се откаже от работата си, защото шефът ѝ, Адолфо Клейн, почти успява да злоупотреби с нея.
След инцидента, Мария получава работа в престижната фабрика на Хайме Дюма, предприемач, свързан с мафията, който е роднина и съдружник на Адолфо. Когато бащата на Хайме умира, той оставя наследството си на съпругата си Сара, а завода на Хайме, за да поеме отговорност, тъй като е най-големият син в семейството.
Алисия е сестра на Хайме и съпруга на Адолфо. Ребека е съпругата на Хайме и когато тя разбира, че Адолфо се е опитал да изнасили Мария, се създава огромен скандал в семейството.
Хайме среща Мария и се опитва да я съблазни. За щастие Мария се запознава с Херардо, еколог, който събира доказателства и се бори срещу Хайме Дюма и неговата фабрика, тъй като разпространява незаконни вещества и пестициди. Мария и Херардо се влюбват, но обстоятелствата ги разделят.

## Актьори
Част от актьорския състав:
- Патрисия Мантерола – Мария Фигероа
- Марио Симаро – Херардо Фелипе
- Елена Рохо – Ребека Балмори де Дюма
- Сесар Евора – Хайме Дюма
- Исела Вега – Мерседес Фигероа
- Ана Мартин – Алисия Дюма де Клейн
- Мария Ривас – Сара вдовица де Дюма
- Хулиан Пастор – Адолфо Клейн
- Патрисия Бернал – Анхелика Медина
- Даниел Гауври – Рафаел Ласкано
- Алек Фон Барген – Маурисио Дюма
- Ариадне Велтер – Консуело
- Марта Аура – Маргара
- Барбара Ейбеншуц – Лис Дюма
- Лейф Ханивиц – Бенхамин Клейн
- Маша Костюрина – Сабина Клейн
- Габриела Мурай – Йоланда
- Фелипе Нахера – Диего
- Ракел Гарса – Мартита
- Мануел Охеда – Андрес
- Франсиско Гаторно
- Едуардо Линян
- Рамон Абаскал
- Салма Хайек – Тереса

## Премиера
Премиерата на Добри хора е на 28 април 1997 г. по Canal de las Estrellas. Последният 80. епизод е излъчен на 15 август 1997 г.